# اوامپگا
اوامپگا شهری در شهرستان تیکاره در استان بام در بورکینافاسوی شمالی است و جمعیت آن ۴۶۳ نفر است.